# Фердинанд Лянґ
Фердинанд Лянґ (3 січня 1888, с. Никонковичі, нині Щирецька селищна громада, Львівська область — 13 червня 1959, м. Гайленкірхен, ФРН) — австрійський та український військовий діяч, референт артилерії Генштабу УГА, посол сейму Польщі.

## Життєпис

Родина Лянґів. По центру Фердинанд Лянґ, ліворуч брат Жигмонт Лянґ, праворуч брат Ґустав Лянґ, сидять сестри Лянґ. Усі згодом служили в УГА.

Народився 3 січня 1888 року в селі Никонковичі у німецькій родині ремісника Адольфа Лянґа.
У 1907 році закінчив гімназію в Стрию. Навчався теології у Відні та Марбургу. Згодом закінчив австро-угорську офіцерську школу у Перемишлі.
Під час Першої світової війни служив у 36-му піхотному полку армії Австро-Угорщини. Воював на Східному, Румунському та Італійському фронтах.
З 13 листопада 1918 в УГА, призначений командиром артилерії 3-го Галицького корпусу. (До УГА вступили також два його брати Жигмонт і Ґустав та сестри).  Потрапив до польського полону, з якого втік та дістався до Відня.
Повернувся знову до складу армії, з листопада 1919-го референт артилерії Генштабу УГА, а у листопаді 1920 - референт артилерії штабу 2-ї бригади ЧУГА. З травня 1920 у таборі для інтернованих у Львові та Тухолі. Знову здійснив втечу та приєднався до УГА у таборі в місті Йозефов (Чехословаччина), де брав активну участь в українському національно-культурному житті, зокрема організував хори та вчителював в українській духовній семінарії.
У 1923 році повернувся до Галичини, працював учителем, а згодом переїхав на захід Польщі та працював викладачем польської мови на курсах для вителів німецьких шкіл Познані та Бидгоща.
У 1928 році обраний послом до сейму Польщі від Блоку національних меншин по одномандатному округу № 51 (Львівський, Жовківський, Рава-Руський та Яворівський повіти).
Протягом 1931–1939 належав до Німецької шкільної спілки Польщі, деякий час був членом пронацистської «Молодонімецької партії Польщі», але вийшов через конфлікт із керівництвом партії.
Був заарештований після початку Другої світової війни, але звільнений німецькою армією. Працював директором міської бібліотеки в Бидґощі. У 1940 році став членом НСДАП та СС у званні гауптштурмфюрер. Керував агітаційним поїздом, який возив до військових на передову артистів і музикантів.
У 1945 році виїхав до Німеччини, опинився у радянській зоні окупації. Влада НДР не притягувала його до відповідальності за членство в нацистській партії та службу в СС. Десять років працював простим робітником на будівництві, а у 1955 році, після виходу на пенсію, отримав дозвіл переїхати до Західної Німеччини, де жили його діти.
Помер 13 червня 1959 року в місті Гайленкірхен, похований на місцевому цвинтарі.

## Праці
- «Die Ukrainer Galiziens im Kampf um die Errichtung des ukrainischen Staates» (1943).